# 아비시니아제넷
아비시니아제넷 또는 에티오피아제넷(Genetta abyssinica)은 사향고양이과에 속하는 제넷고양이의 일종이다. 에티오피아와 에리트레아, 소말리아, 수단 그리고 지부티에서 발견된다. IUCN 적색 목록에 관심대상 종(LC, Least Concern Species)로 등록되어 있다.
에티오피아에서, 아비시니아제넷은 해발 3,750m 이상 높이의 아부나 요셉 산 단층지괴 사이에서 관찰된 적이 있다.
해안가 평야와 아프리카산지 초원, 산악 황무지 등에서 서식한다.